# Erik Heijblok
Erik Willem Heijblok  (Wieringen, 29 de junho de 1978) é um ex-futebolista holandês que atuava como goleiro. 
Toda sua carreira atuou em times da Holanda com destaque para seu inicio de carreira no Haarlem, onde jogou por quatro anos e passagens sem destaque pelo Ajax e AZ Alkmaar. 